# Rory Underwood
Rory Underwood (Middlesbrough, 19 giugno 1963) è un rugbista a 15 internazionale per l'Inghilterra che, con la maglia di club del Leicester realizzò 134 mete e con quella dell'Inghilterra ne mise a segno 49, che ne fanno il miglior internazionale inglese di tale specialità; vanta anche sei presenze (con un'ulteriore meta) nei British Lions per un totale di 50 mete internazionali.

## Biografia
Di origine anglo-cinese, Underwood ebbe uno sviluppo di carriera sportiva interamente compreso negli ultimi anni di dilettantismo; la sua professione era infatti quella di ufficiale pilota nella Royal Air Force, alla quale alternò la militanza nel Leicester, compagine nella quale militò per 14 stagioni.
Iniziò a giocare a rugby nella sua città, Middlesbrough, ed esordì in nazionale inglese nel 1984 in occasione del Cinque Nazioni di quell'anno, contro l'Irlanda; si mise subito in luce come ala destra prolifica, tanto che mise a segno la sua prima meta nel suo secondo incontro, avversario la Francia. Da allora, e fino al 1996, disputò tutti gli incontri del torneo tranne che nel 1986, in cui ne saltò uno per un infortunio che lo tenne fuori dalla Nazionale fino alla stagione successiva, e ne vinse quattro edizioni (1991, 1992 1995 e 1996), di cui le prime tre conseguendo anche il Grande Slam.
Prese parte anche alle prime tre edizioni della Coppa del Mondo di rugby, nel 1987, nel 1991 e nel 1995, raggiungendo la finale nel 1991 (sconfitta contro l'Australia) e il quarto posto in quella successiva del 1995.
Nel 1992 cambiò ruolo passando ad ala sinistra, per lasciare il posto a suo fratello Tony: i due divennero la prima coppia di fratelli in campo insieme per l'Inghilterra dal 1937.
Nel 1992 ricevette anche l'onorificenza di membro dell'Ordine dell'Impero Britannico per i suoi servizi al rugby.
Congedatosi dall'aviazione, oggi Rory Underwood lavora come consulente aziendale e counsellor.

## Palmarès
- Premiership: 2
Leicester: 1987-88, 1994-95
- Coppe Anglo-Gallesi: 2
Leicester: 1992-93, 1996-97